# Buicești (okręg Mehedinți)
Buicești – wieś w Rumunii, w okręgu Mehedinți, w gminie Butoiești. W 2011 roku liczyła 450 mieszkańców.